# Tour de Lombardie 1959
La 53e édition du Tour de Lombardie a eu lieu le 18 octobre 1959. Le parcours s'est déroulé entre Milan et Milan sur une distance de 240 kilomètres. La course a été remportée par le coureur belge Rik Van Looy.

## Déroulement de la course
Le coureur belge Rik Van Looy remporte le sprint massif d'un imposant peloton comptant 85 hommes.

## Classement final
| Place | Coureur            | Équipe             | Temps           |
| ----- | ------------------ | ------------------ | --------------- |
| 1     | Rik Van Looy       | Faema-Guerra       | 5 h 52 min 05 s |
| 2     | Willy Vannitsen    | Urago-d'Alessandro | m.t.            |
| 3     | Miguel Poblet      | Ignis              | m.t.            |
| 4     | Alessandro Fantini | Atala-Pirelli      | m.t.            |
| 5     | Federico Galeaz    | Torpado            | m.t.            |
| 6     | André Darrigade    | Helyett-Fynsec     | m.t.            |
| 7     | Dino Bruni         | Ignis              | m.t.            |
| 8     | Oreste Magni       | EMI-Guerra         | m.t.            |
| 9     | Rino Benedetti     | Ghigi              | m.t.            |
| 10    | Walter Martin      | Carpano            | m.t.            |